# (7474) 1992 TC
(7474) 1992 TC est un astéroïde Amor découvert le 1er octobre 1992 par l'astronome australien Robert H. McNaught.

## Historique
Le lieu de découverte, par l'astronome australien Robert H. McNaught, est Siding Spring (413).
Sa désignation provisoire, lors de sa découverte le 1er octobre 1992, était 1992 TC.

## Caractéristiques
Sa distance minimale d'intersection de l'orbite terrestre est de 0,167 391 ua.